# 마틴 허슨
에드워드 마틴 허슨(Edward Martin Hurson, 1956년 9월 13일 ~ 1981년 7월 13일)은 아일랜드 공화국군 임시파(PIRA) 티론동부여단 요원으로 1981년 아일랜드 단식투쟁 참여자이다.
북아일랜드 티론주에서 조니 허슨과 매리 허슨 사이의 9자녀 중 한 명으로 태어났다.
학교를 졸업한 뒤 한동안 용접공으로 일하다가 형제 프랜시스와 함께 잉글랜드로 건너가서 18개월 동안 건물 중개 일을 했다. 1974년 말 아일랜드 섬으로 돌아온 뒤 그와 형제는 모두 PIRA의 훈련 및 보급 중심지인 더니골주 번도란에서 시간을 보냈다.
1976년 허슨은 케빈 오브라이언, 더모트 보일, 피터 케인, 팻 오닐과 함께 체포되었다. 허슨은 3건의 PIRA 지뢰 테러 사건과 연루된 혐의를 받았으며, 각각의 혐의에 대해 15년, 5년, 20년 하여 도합 40년형을 선고받았다.
허슨은 모포투쟁 참여자 중 하나였으며 1981년 5월 28일부터 위궤양으로 인한 내출혈로 단식에서 하차한 브렌던 맥래플린을 대신해 단식투쟁에 동참했다.
단식 40일차가 되자 허슨은 물을 마실 수 없게 되었으며, 사망한 단식 참여자 중 가장 짧은 46일차에 탈수증으로 사망했다.